# カーチス T-32
アメリカ陸軍航空隊の YC-30
- 用途：輸送機
- 製造者：カーチス・ライト
- 初飛行：1933年1月30日
- サブタイプ：YC-30、AT-32、BT-32、CT-32

カーチス T-32 コンドルII（Curtiss T-32 Condor II）は1930年代のアメリカ合衆国の複葉旅客機である。カーチス・ライト社が製造し、アメリカの民間航空で使用された他、陸軍で要人輸送用に用いられた他、輸出用の爆撃機にも改造された。 
2張間の双発複葉機で木金混合構造の機体。本機の開発は1931年より開始された。複葉に羽布張りと言う時代から考えるといかにも旧態依然とした機体構造であるが、その背景には当時のカーチス社の社内事情があった。不況のため閉鎖されていた同社のセントルイス工場を稼働させるべく、革新的な機体ではなく従来の技術を転用して、安価にかつ手早く機体を造り上げる必要に迫られていたからで、とにかく、開発・生産費用を抑え、短期間に安価で航空会社に提供可能な機体が必要とされていたのである（航空界も同様に不況であったのに留意されたし）。T-32の形式名は輸送機を意味するTと、ペイロードが3,200ℓb（1,451kg）の予定であった所から取られている。コンドルIIのネーミングは同社製で陸軍にB-2爆撃機コンドルとして採用され、民間機として改修されたコンドル18の後継機をアピールするためのネーミングで、技術的には直接の関係はない。
エンジンは空冷のライト SCR-1820-F3 サイクロン（離昇出力710馬力）が採用された。機体構造こそ旧式だったが、細部には工夫が凝らされており、下翼に装備されたナセルの中には引き込み式の主脚が設けられ、必要に応じて大型フロートを装着可能だった。また、客室の防音性を高めるためにエンジンナセルを胴体より離し、補機もエンジン後部にまとめて置いている。胴体各部にジッパー式の点検パネルを備えて、簡単に開閉可能で点検がやりやすいのも特徴の一つであった。プロペラはカーチス電動可変ピッチ3翅だったが、AT-32からハミルトン・スタンダード油圧可変ピッチ3翅になった。
1933年1月30日に初飛行し、原型機は21機が製造された。乗客12人の寝台機として製造され、イースタン航空とアメリカン航空に就航し、3年間に渡って夜間旅客輸送に使用された。12名用寝台は12名用座席と交換、または混用可能で、このためにコンドルIIは旅客機で最初に寝台を設けた機体として、タイトルホルダーを有することになる。
2機がアメリカ陸軍航空隊に購入され、要人輸送用にYC-30として使用された。燃料タンクを増設し、固定脚にしてフロートやスキーが取り付けられるように改造された機体がリチャード・バードの1938年の南極飛行に使用された。AT-32の機体はプロペラ後流を改善する目的で、エンジンナセルが後方へ延長改造された。AT-32Cは昼間専用機でスイス航空が導入。AT-32Dは同様に寝台機から15座席の座席仕様にされた機体である。4機がイギリスに輸出されイギリス空軍で使用された。
胴体の先端と胴体上部に銃座を設けた輸出用の爆撃機仕様BT-32が8機と、胴体に大きい貨物ドアを設けたアルゼンチン空軍向けの軍用輸送機仕様CT-32が製作された。コロンビア空軍向けの3機は水上型でフロート付きである。爆裝は胴体と主翼下に1,860ℓb(762Kg)。機銃は7.62mm単裝である。
アメリカ国内の航空会社では1936年末にダグラス DC-3と交替して早々と引退したが、輸出型は1940年代まで使用され、特に海軍機型R4C-1は1941年まで現役であった。

## 各型一覧
- T-32：寝台機、21機製造、2機がアメリカ陸軍のYC-30。
- T-32C：10機のT-32が AT-32に改造された。
- AT-32A：油圧可変ピッチプロペラと Wright SCR-1820-F3 Cyclone（離昇出力710馬力） エンジンに換装した機体、3機製造 。
- AT-32B：Wright SCR-1820-F2 Cyclone（離昇出力720馬力） エンジンに換装した機体、3機製造。
- AT-32C：1機製造。寝台なしの昼間専用機。
- AT-32D ：Wright SCR-1820-F3 Cyclone（離昇出力720馬力） エンジンに換装した機体、1機製造。
- AT-32E：アメリカ海軍向け （R4C-1）2機製造、後に南極探検用に使用。
- BT-32：爆撃機仕様 8機製造、コロンビア空軍、チリ空軍、中国空軍で使用。
- CT-32：軍用輸送機仕様、3機製造。

## 性能要目（BT-32）
- 乗員:
- 全長：15.09m
- 全幅 ：24.99m
- 高さ：4.98m
- 翼面積：118.54 m2
- 空虚重量：5,095 kg
- 全備重量：7,938 kg
- 飛行機関: SCR-1820-F3・サイクロン レシプロ星型エンジン、離昇出力 710馬力 (529 kW)2基
- 最大速度 ：283 km/h
- 航続距離 ：1,352 Km
- 武装

7.62ミリ機関銃5丁
爆弾：762 kg